# Portezuelo del Cajón
Portezuelo del Cajón, također poznat kao Hito Cajón, je planinski prijevoj na granici između Čilea i Bolivije, smješten na donjem jugoistočnom rubu vulkana Juriques, blizu vulkana Licancabur. Dok je bolivijska carina na vrhu prijevoja, čileanska je carina u gradu San Pedro de Atacama, udaljenom 45 km. Cesta preko prijevoja počinje na raskrižju s čileanskom Rutom 27, blizu Cerro Tocoa.
Bolivijska strana granice nalazi se u Nacionalnom rezervatu andske faune Eduardo Avaroa, u blizini Lagune Verde i Lagune Blance. Prijelaz često koriste turisti koji putuju između Uyunija i San Pedra de Atacame.

## Vanjske poveznice
|  | Zajednički poslužitelj ima još gradiva o temi Portezuelo del Cajón |